# Пласи (Франция)
Пласи́ (фр. Placy) — коммуна во Франции, находится в регионе Нижняя Нормандия. Департамент коммуны — Кальвадос. Входит в состав кантона Тюри-Аркур. Округ коммуны — Кан.
Код INSEE коммуны — 14505.

## Население
Население коммуны на 2010 год составляло 133 человека.
| 1962 | 1968 | 1975 | 1982 | 1990 | 1999 | 2010 |
| ---- | ---- | ---- | ---- | ---- | ---- | ---- |
| 121  | 112  | 106  | 96   | 107  | 125  | 133  |

## Экономика
В 2010 году среди 94 человек трудоспособного возраста (15—64 лет) 73 были экономически активными, 21 — неактивными (показатель активности — 77,7 %, в 1999 году было 79,3 %). Из 73 активных жителей работали 63 человека (35 мужчин и 28 женщин), безработных было 10 (8 мужчин и 2 женщины). Среди 21 неактивных 8 человек были учениками или студентами, 9 — пенсионерами, 4 были неактивными по другим причинам.